# 村雨 (架空の刀)
村雨（むらさめ）は、江戸時代後期の読本『南総里見八犬伝』に登場する架空の刀。村雨丸（むらさめまる）とも呼ばれる。
『南総里見八犬伝』の登場人物である犬塚信乃（八犬士の一人）が用いる宝刀で、抜けば刀のつけ根（なかご）から露を発生させ、寒気を呼び起こす奇瑞がある。使い手の殺気が高ぶれば水気を増し、人を斬るときに勢いよく流れ刃の鮮血を洗いおとすありさまが、あるいは、振りかぶれば切っ先からほとばしる水のありようが、あたかも葉先（か梢）を洗う村雨（叢雨、驟雨のこと）のごとくなので、この名がある。
馬琴の作中では、「抜けば玉散る」、「三尺の氷」（現代の映像作品では「抜けば玉散る氷の刃」）などの形容がみられ、あるいは「邪を退け、妖を治め」る刀とも称されている。

## 八犬伝における「村雨」
「村雨」は鎌倉公方足利家に伝わる重宝であり、人を斬れば刀身に帯びた水気が血を洗い流すという特徴とともに、物語の世界では広く知られた名刀である。
永享の乱・結城合戦で足利持氏一族が敗亡した際、足利家の近習であった大塚匠作から子の大塚番作に託された。番作の子が犬塚信乃である。成長した信乃が、持氏の末子で古河公方となった足利成氏（なりうじ）にこの刀を献上すべく郷里から旅立つことで、物語は大きく展開をはじめる。
この刀がすりかえられていたために信乃が危機に陥り、現八と交戦する（信乃と現八の邂逅である芳流閣の決闘）など、物語前半の登場人物の足跡に大きく関わり、運命を導いていく。作品中では、敵が焚く篝火を消す、山火事を鎮めて火中に道を開くなどの効果をあらわし、所持者を助ける場面も描かれている。
物語の終盤において信乃は成氏に村雨を献上し、父子三代の宿願を果たす。

### 所有者の変遷
犬塚信乃と蟇六の刃を入れ替える役目の左母二郎だったが、指示に背き、本物の村雨を着服した（三本の刀の刃を入れ替えたので「三方替〔みところがえ〕」という）。本物は犬山道節が奪った後、信乃に返還された。
|        |        |        |        |        |        |  |  |            |            |            |            |            |            |  |  |            |            |            |            |            |            |  |  |   |   |   |   |   |   |                    |                    |                    |                    |                    |                    |            |            |            |            |            |            |  |  |  |  |  |  |                |                |                |                |                |                |          |          |  |  |            |            |            |            |            |            |  |  |  |  |
|        |        |        |        |        |        |  |  |            |            |            |            |            |            |  |  |            |            |            |            |            |            |  |  |   |   |   |   |   |   |                    |                    |                    |                    |                    |                    |            |            |            |            |            |            |  |  |  |  |  |  |                |                |                |                |                |                |          |          |  |  |            |            |            |            |            |            |  |  |  |  |
|        |        |        |        |        |        |  |  |            |            |            |            |            |            |  |  |            |            |            |            |            |            |  |  | ↓ | ↓ | ↓ | ↓ | ↓ | ↓ | （刀身すり替わる） | （刀身すり替わる） | （刀身すり替わる） | （刀身すり替わる） | （刀身すり替わる） | （刀身すり替わる） |            |            |            |            |            |            |  |  |  |  |  |  |                |                | （返還）       | （返還）       | （返還）       | （返還）       | （返還） | （返還） |  |  |            |            |            |            |            |            |  |  |  |  |
| 1 春王 | 1 春王 | 1 春王 | 1 春王 | 1 春王 | 1 春王 |  |  | 2 大塚匠作 | 2 大塚匠作 | 2 大塚匠作 | 2 大塚匠作 | 2 大塚匠作 | 2 大塚匠作 |  |  | 3 大塚番作 | 3 大塚番作 | 3 大塚番作 | 3 大塚番作 | 3 大塚番作 | 3 大塚番作 |  |  | ↓ | ↓ | ↓ | ↓ | ↓ | ↓ | （刀身すり替わる） | （刀身すり替わる） | （刀身すり替わる） | （刀身すり替わる） | （刀身すり替わる） | （刀身すり替わる） | 4 犬塚信乃 | 4 犬塚信乃 | 4 犬塚信乃 | 4 犬塚信乃 | 4 犬塚信乃 | 4 犬塚信乃 |  |  |  |  |  |  | 5 網乾左母二郎 | 5 網乾左母二郎 | 5 網乾左母二郎 | 5 網乾左母二郎 | 5 網乾左母二郎 | 5 網乾左母二郎 | （返還） | （返還） |  |  | 6 犬山道節 | 6 犬山道節 | 6 犬山道節 | 6 犬山道節 | 6 犬山道節 | 6 犬山道節 |  |  |  |  |
| 1 春王 | 1 春王 | 1 春王 | 1 春王 | 1 春王 | 1 春王 |  |  | 2 大塚匠作 | 2 大塚匠作 | 2 大塚匠作 | 2 大塚匠作 | 2 大塚匠作 | 2 大塚匠作 |  |  | 3 大塚番作 | 3 大塚番作 | 3 大塚番作 | 3 大塚番作 | 3 大塚番作 | 3 大塚番作 |  |  |   |   |   |   |   |   |                    |                    |                    |                    |                    |                    | 4 犬塚信乃 | 4 犬塚信乃 | 4 犬塚信乃 | 4 犬塚信乃 | 4 犬塚信乃 | 4 犬塚信乃 |  |  |  |  |  |  | 5 網乾左母二郎 | 5 網乾左母二郎 | 5 網乾左母二郎 | 5 網乾左母二郎 | 5 網乾左母二郎 | 5 網乾左母二郎 |          |          |  |  | 6 犬山道節 | 6 犬山道節 | 6 犬山道節 | 6 犬山道節 | 6 犬山道節 | 6 犬山道節 |  |  |  |  |

### 大塚番作
村雨は源氏重代の宝剣で、足利持氏の子、春王に早くから与えられていた護身刀だった。嘉吉元年（1441年）結城城が落城し、春王・安王らが捕獲され、大塚匠作は錦の袋入りのその太刀を16歳の息子、番作に託し、郷里である武蔵国豊島郡の菅菰（すがも）大塚を頼れと命じる。春王・安王の処刑場、美濃国金蓮寺に匠作が乱入して果てるが、次いで番作が現れ、両王の首級を左手に、父の首級を口にくわえ、村雨を片手に奮迅する。このとき村雨の「切っ先より湧きいづる水、狭霧のごとく四角八方にふりかか」り、松明や篝火を消し、夜陰に紛れてその場を逃走する。

### 犬塚信乃
番作に息子の信乃が生まれるまで約20年、村雨が信乃に受け継がれるまで、約30年の歳月が流れる。

妻を迎えた番作は、犬塚と苗字を変えて養生していたが、落城から2年後、主君の遺児の成氏（春王らの末弟の永寿王）が鎌倉に再興をはたして旧臣を召集すると聞き及び、村雨を献じて馳せ参じようと心をときめかす。しかし足に後遺症を抱える番作が、いざ帰省すると、姉・亀篠の夫（弥々山蟇六）が大塚家の婿と称して、成氏から大塚の村長の役職や荘園を拝領していた。憤慨するが、自分が名乗り出れば、姉夫婦の地位は撤回されるのは必然で、身内と争いたくない番作は、むやみに村雨を献上するわけにはいかなくなった。
文明2年（1470年）、11歳の信乃は、飼い犬の与四郎を打ちつけて罰を与え、与四郎が蟇六・亀篠の飼猫を噛み殺した事に対しての誠意を見せようとした。しかしうろたえて迷い込んだ与四郎に対し、蟇六は使用人たちに槍で突き殺すように命じた。蟇六は図に乗って、さらに村雨を奪おうと考え（#蟇六の思惑参照）、鎌倉管領からの命令書を犬が破いたと偽って番作に村雨を差し出させようとする。番作は、錦袋に入った村雨をその隠し場所（梁に吊った大竹の筒）から取り出したが、息子の信乃に、村雨の委細を説明し、成人したら許我へ行って「督殿（かむとの）」（左兵衛督成氏）に献上せよと遺訓し、村雨で切腹を果たした。信乃はこれより孤児となり憎き伯母夫婦に引き取られることになろうが、村雨は肌身離さず守れと命じた。
信乃が刀を手に取ると切腹の血は洗い流されていた。そこで死にきれずにいた犬の咆哮を聞き、村雨で介錯すると、犬の首が落ちたあとから「孝」の数珠玉が飛び出て信乃の手に入った。

### 信乃すり替えられる
信乃（19歳）は、主筋の足利家に村雨を返還するため滸我（古河）への旅路についたが、そのときには当の宝剣はすでにすり替えられていた。宝剣献上は、里親の伯母夫婦（亀篠と蟇六）の発案で、自分を許嫁の浜路（伯母らの養女）から遠ざけ、彼女に舞い込んできた良縁をまとめてしまうための方便であることは信乃には察知できていた。しかし、出立前にさらなる計略にはめられ、刀の中身（刀身）を偽物にすり替えられてしまう。
信乃は滝野川の弁才天への参詣の帰途、蟇六に浪人の網乾左母二郎を伴い待ち伏せされ、強引に魚獲りに誘われる。一行は神宮（かにわ）村の河原から舟を出し、日が暮れた頃、蟇六は投網した拍子に故意に落水し、助けに飛び込んだ信乃が手こずるあいだ、舟に残った左母二郎が示し合わせどおり、刀のすり替えを実行した（そして信乃が主家にたどりつくまでに、以下の#網乾左母二郎・#犬山道節・蟇六夫婦の殺害の諸事件が起こる）。
信乃は翌日には滸我に到着するが、取次の家臣に献上の義を話した後、手入れをおこなって初めて替玉の刃を掴まされた事を覚る。鞘・拵のみは正真正銘の村雨のものである事を見せて証拠とするが納得されず、捕縛の号令がかかり追手を斬りふせ逃亡すると遂に成氏自身から討伐の命令が下ってしまう（犬飼見八との芳流閣の決闘に続く）。

### 網乾左母二郎
左母二郎は浜路に横恋慕していたことを好餌に籠絡され、村雨すり替えの謀略に協力していた。聞けば、宝刀はそもそも蟇六のもので、婿約束で与えた信乃から秘かに取り戻す話だった。だが宝刀の目釘を抜き、刃を取り外したとたん、その特質からすぐさまそれが「村雨」であることを見抜く。蟇六の話は偽りと悟り、本物の村雨は、旧主家に復帰する手土産か千金に換金する算段をし、蟇六には自分の刀とすり替えて村雨と思い込ませることにした（蟇六は自分の刀から水が出てくることを確認し、村雨だと喜んだが、実は左母二郎が忍ばせた川の水だった）。
左母次郎は、浜路を拉致。円塚山（まるつかやま）の麓にさしかかると、駕籠かきの2人が追いはぎと化すが、左母次郎は「武芸の達人ならざれども」、「鉄を切り、石を劈（つんざ）く」村雨の力で斬り殺し、後から追ってきた土太郎も始末する。この戦闘では、村雨から狭霧のようにまかれた水気は、あたりに燃える茅を消火している（犬山道節が「火定（火の入定）」と称して火中に飛び込む見世物をやったばかりの場所なので、そこから燃え移っていた）。

### 犬山道節
左母次郎が刃のすりかえ（「三方替〔みところがえ〕」）の件を告げ、偽物を献上すれば信乃もさしずめ斬首刑だろうと諭すと、浜路は愕然とするが、芝居を打つ。さも信乃との縁は破談と諦めるそぶりで村雨を見たいと所望し、手渡したとたん「夫（許嫁の信乃）のかたき」と襲いかかる。抵抗の甲斐もなく彼女は致命傷を浴びるが、左母次郎の胸にもどこからともなく手裏剣が命中する。すると焚火のあとからは、火遁の術の使い手の犬山道節がよみがえり、左母次郎にとどめをさし、村雨を奪って、愛で褒めそやす：

「音に聞く村雨の宝剣、抜けば玉散る、露か霤（しずく）か、奇なり妙なり、焼刃（やきば）のにおい天（そら）に虹睨の引くごとく、地に清泉の流るるに似たり。豊城三尺の氷、呉宮一函の霜、まことに世に稀なるべし。 神龍（しんりょう）これが為に雲に吟じ、鬼魅（きみ）この故に夜哭かん。今はからずしてこの名刀、わが手に入りしは復讐の素懐を遂ぐべき時到れるか」

道節に腹違いの兄と名乗られた、死に際の浜路は村雨を信乃に返すように懇願するが、仇討ちを果たして後でないと応じられないと固辞される。
近くで一部始終を聞いていた額蔵（浜路の家の下男、八犬士の犬川荘助）は、「信乃の無二の親友」として、村雨を奪いに躍りかかる。道節が抜く間もなく、二人は太刀を掴んで取っ組みあい、ついで壮絶な斬り合いになるが、村雨をただちに要求する額蔵を一笑に付し、道節は火坑に飛び降りて姿をくらましてしまう。ちなみに額蔵の得物は桐一文字といい、大塚匠作の護身刀だった品で、それから家に戻った額蔵は、蟇六夫婦の殺害現場に遭遇し（#蟇六の思惑）、この武器で仇を討つ。

### 蟇六の思惑
蟇六は養女・浜路の挙式当日、婿の簸上宮六と供の軍木五倍二（ぬるでごばいじ）を待たせたが、とうとう浜路が連れ戻されてこらず、饗応もさんざん粗相した。詫びに蟇六は村雨を差し出したが、水気の兆候も出ず、試しに振るうと切っ先が欠け鍋蔓のようにまがってしまったので、偽物と露見し、蟇六・亀篠は手討ちにされてしまった。
この事態が起きる前までは、村雨を入手したら保身のため鎌倉管領たちに献上すると決めていた。成氏から受けた拝領は、その後は成氏と対立した2人の鎌倉管領たちの支配下におかれていたからである。番作に対しても、犬の無礼の寛恕のために2人の管領たちに献上すると言っている。番作によれば、蟇六がそれまで村雨を手に入れようと、買収人を立てたり、夜に窃盗を試みた回数は数しれないという。
村雨の使い途を変転させることについては、左母二郎にしても言えることで、当初は旧主家に献上して復職しようと思ったが、その出処を詮索されてはまずいことになるから、足利将軍家に献上する方向に変節していた。

### 道節の仇討ち
四犬士が新たな根城と目して上野国荒芽山に目指すと、同国の白井城にいる仇（扇谷定正、歴史上の上杉定正）を狙う犬山道節を発見する。道節は定正を待ち受け、刀について「今の世に鏌邪（莫耶）ほどの剣が無いわけではないが、正しく鑑定できる者がおらず、屠児（えとり）（穢多）の俎板に乗せられ、農婦が鍋の炭を掻きだすのに使う始末だ。」の口上にはじまり、その名刀の真価が分かる者に相当値で売却したいという話で定正をおびき寄せて討ち取るが、影武者だった。

### 道節から信乃へ返還
荒芽山の山小屋をすでに隠れ家としている犬山道節のところへ、最初に到着した犬川荘助が出くわし、犬士の縁を説き、道節も痛感して、村雨を渡し渋った過去を悔やみ、信乃に村雨を返還する。定正の家臣、巨田助六ひきいる兵が捕縛に現れ、火の手が上がって退路を断たれそうになり、信乃が村雨をふるって、仲間のいる「百歩二百歩」むこうの火炎まで打ち消して道を切り開く。

## 「村雨」の名を持つ実在の刀
- 津田越前守助広が鍛えた刀に「村雨」という号の長さ2尺7寸5分の刀がある[18]。この刀は助広が延宝6年（1678年）に鍛えたもので[18]、刀身の両面に倶梨迦羅龍（クリカラリュウ）が彫られており[18]特別重要刀剣に指定されている。

## 大衆文化
映画『里見八犬伝 妖刀村雨丸』（東映、1954年）に見られるように、しばしば「妖刀村雨」と称されることがある。コンピューターRPGに登場する「村雨」が呪われた刀として設定されることも多いが、『八犬伝』に登場したオリジナルの「村雨」は呪われていない。

### 小説・漫画
- 漫画『BASTARD!! -暗黒の破壊神-』
ニンジャマスター・ガラが使用する日本刀状の武器、「ムラサメ・ブレード」が登場。「六尺一寸の刀身は常に結露し、振れば霧風を呼ぶという」と説明される。なお『BASTARD!!』は下記『ウィザードリィ』の影響が見受けられる作品。

- 漫画『アカメが斬る!』
本作の主人公の一人、アカメが使用する日本刀型の武器、「一斬必殺「村雨」」が登場。「この妖刀に斬られれば傷口から呪毒が入り即座に死へと至る」と説明される。しかし、相手が心臓の無い「生物型帝具」や、すでに死んでいる生物を操る「死体人形」と戦うときは普通の刀として戦わなければならない。

### ゲームソフト
- コンピューターRPG『ウィザードリィ』
武器アイテム「Murasama Blade」が登場するが、この剣名は村正と村雨の混同として日本人のあいだで揶揄されることがある[19]。
ゲーム開発者のロバート・ウッドヘッドは「（思い出に残るアイテムは）ムラマサブレードかな。最初に発売したアップル版ではムラサマブレードという名前だったけど、日本語版が発売されるときに、違うってのがわかって、直した」と述べており[20]、村雨については言及していない。
なお、英語圏の時代小説に「ムラサマ」という剣は存在する。ジェームズ・クラベルの代表作『将軍（Shōgun）』（1975年）において、徳川家康とおぼしき「吉井虎長」の一門にとって不吉な剣が「ムラサマ」とネーミングされている。
- コンピューターシミュレーションゲーム『太閤立志伝V』
古河公方の足利義氏（成氏の玄孫）が「村雨」を所持している。
- その他、「村雨」という名の武器が登場するコンピューターゲーム作品
  - 『ファイナルファンタジーシリーズ』
  - 『女神転生シリーズ』
  - 『ラグナロクオンライン』
  - 『ザナドゥ (ゲーム)/ザナドゥ・シナリオII』

### 補注
1. ↑  第19回。番作の遺訓の談では「仇を斬り、刃が血塗れば、水がますますほとばしり、拳に」つたってこぼれおつ様が、梢に当たる村雨を風が払うごとくであるから[5]
2. ↑  凝視していた信乃には「七星の紋」が煌めくごとくあった。刀は「邪を退け、妖を治めて、千載の宝と称す」ものであり、中国の太阿・龍泉や、抜丸・蒔鳩・小烏・鬼丸などの日本刀にひけをとらないと見えた。同じような名刀との比較は、犬山道節も第45回で口にしているが、「龍尾（たつのお）」という刀が加わっている。
3. ↑  番作が長年のあいだ成氏に献上しなかったのは、姉を憚ったこともあるが、亡父から永寿王（成氏）に献じろと言う明確な指示がなかったことも理由である、と述懐した。
4. ↑  第24回の末尾に注釈があり、神宮村は、馬琴によれば王子村より17、8町北に位置し、旧名は梶原堀之内とある。
5. ↑  信乃が悪戦苦闘したのは、蟇六は水中でもがくかのようにかこつけて信乃を溺死させようとし、舵取りの土太郎（どたろう）も加担したからである。信乃は、殺害行為は認識したが、暗闇ゆえに刀の確認を怠り、すり替えに気づかなかった
6. ↑  道節は、寂寞道人肩柳（じゃくまくどうじんけんりゅう）という名の老人を騙り、見物人を集めて、火のなかに飛び込んで入定する（即身仏となる）と吹聴してお布施を集めていた。火坑から現れたのは、見違える姿の若侍だった。
7. ↑  この戦いでは、額蔵の護り袋（「義」の数珠玉が入っている）の紐がふしぎと道節の太刀の緒にからみつき、道節の瘤を斬ると、中から「忠」の数珠玉が飛び出て額蔵の掌中におさまる。このことから同じ同名の一人と知れる。何かの因縁を感じ、気にはなるが、滸我まで急いて信乃が携えるのは偽刀だと報せるのは見送る。
8. ↑  四犬士に、荒芽山にいる自分の妻を頼れと勧めたのは船頭の矠平（やすへい）こと姨雪世四郎であるが、世四郎は犬山家の家臣であり、世四郎の妻は犬山道節の乳母であった。
9. ↑  道節は、火遁の術を断とうと決意し、巻物を焼却したばかりだったので術が使えなかった。